# جون ماسوني
جون ماسوني يعد أحد مالكي سيارة سابق في سلسلة NASCAR الكبرى الوطنية، واستمرت مسيرته المهنية من عام 1960 إلى عام 1961.

## ملخص
كان من ضمن موظفيه جونيور جونسون ، ومارفن بانش ، وجيم باسكال ، وديفيد بيرسون . من أصل أربعين سباقًا، قاد ماسوني سائقيه للفوز ستة انتصارات، و19 مركزاً ضمن المراكز الخمسة الأولى، و25 مركزاً ضمن المراكز العشرة الأولى. كما تمكنوا من قيادة 3265 لفة من أصل 6866 وإنهاء السباق بمتوسط المركز الرابع عشر. كان أول فوز لماسوني في سباق دايتونا 500 عام 1960 (بمركبة بناها راي فوكس في أسبوع واحد فقط  ) بينما كان آخر فوز له في سباق ديكسي 400 عام 1961 . تخلى أخيرًا عن مسؤولياته بصفتة مالكًا لفريق ناسكار بعد أن احتل ديفيد بيرسون السباق في المركز الحادي والعشرين في سباق ناشيونال 400 لعام 1961 ؛ بعد أن بدأ السباق بمركز أول المنطلقين.
كما بدأ موظفوه ايضاً بمتوسط ثمانية مراكز وتنافسوا على مسافة إجمالية قدرها 6,811.1 ميل (10,961.4 كـم) ؛ حيث حصل السيد ماسوني على إجمالي قدره 83385 دولارًا ( 850,192.72 دولارًا عند تعديله وفقًا للتضخم).
وقد كان أفضل متوسط إنهاء للسباقات بالنسبة لماسوني من خلال سائق ناسكار المتقاعد مارفن بانش؛ حيث من شأن إنهاء متوسطه في المركز السادس أن يعزز سمعته كرجل أعمال ومالك فريق ناسكار. ومع ذلك، كان جيم باسكال هو المسؤول الأكبر عن ماسوني بسبب متوسط إنهاء الموسم في المركز السادس والعشرين أثناء عمله لدى ماسوني. كانت المركبات التي يعمل بها ماسوني تنتهي عمومًا في مرتبة أسوأ بحوالي ستة مراكز مما كانت عليه في البداية.